# Agricultura de México
El Agricultura de México fue un equipo que participó en la Liga Mexicana de Béisbol con sede en la Ciudad de México, México.

## Historia
El Agricultura participó durante dos temporadas en la Liga Mexicana de Béisbol, debutó durante la temporada de 1926 cuando tomó el lugar del equipo Carmona de México, después de 3 juegos de la segunda vuelta donde terminaron con marca de 5 ganados y 3 perdidos a un juego y medio del líder. Su segunda aparición fue hasta la temporada de 1937 donde pasó a formar parte de la recién creada Zona Sur donde terminó en cuarto lugar con 12 ganados y 13 perdidos a 8 juegos y medio del primer lugar. El siguiente año el equipo desapareció al reducir el número de equipos de la liga de 12 a 8.

## Estadio
El Agricultura de México tuvo como casa el Parque Delta con capacidad para 20,000 espectadores.

## Jugadores

### Roster actual
Por definir.

### Jugadores destacados
- Alfonso "Guacho" Nieto.[2]

### Números retirados
Ninguno.

### Novatos del año
- 1937  Alfonso "Guacho" Nieto.

### Campeones Individuales

#### Campeones Bateadores
| Año  | Nombre                 | Porcentaje |
| ---- | ---------------------- | ---------- |
| 1937 | Alfonso "Guacho" Nieto | .476       |

#### Campeones Productores
| Año | Nombre  | Producidas |
| --- | ------- | ---------- |
| NA  | Ninguno | NA         |

#### Campeones Jonroneros
| Año | Nombre  | Jonrones |
| --- | ------- | -------- |
| NA  | Ninguno | NA       |

#### Campeones de Bases Robadas
| Año | Nombre  | Bases |
| --- | ------- | ----- |
| NA  | Ninguno | NA    |

#### Campeones de Juegos Ganados
| Año | Nombre  | Récord |
| --- | ------- | ------ |
| NA  | Ninguno | NA     |

#### Campeones de Efectividad
| Año | Nombre  | Porcentaje |
| --- | ------- | ---------- |
| NA  | Ninguno | NA         |

#### Campeones de Ponches
| Año | Nombre  | Ponches |
| --- | ------- | ------- |
| NA  | Ninguno | NA      |

#### Campeones de Juegos Salvados
| Año | Nombre  | Juegos |
| --- | ------- | ------ |
| NA  | Ninguno | NA     |